# Franciszek Raczek
Franciszek Raczek (ur. 20 listopada 1897 w Okrajniku, zm. 19 lutego 1987) – pułkownik Wojska Polskiego, uczestnik I i II wojny światowej, autor podręczników wojskowych i wspomnień wojennych.

## Życiorys
Uczęszczał do gimnazjum w Białej. W 1915 powołany do armii Austro-Węgierskiej, po czym skierowany na front włoski. Został ranny, otrzymał awans na chorążego, a następnie, w 1917, dostał się do niewoli francuskiej. Jesienią 1918 zapisał się do armii Hallera.
W 1919 powrócił do Polski i wstąpił do Wojska Polskiego. Walczył w wojnie z bolszewikami; w trakcie działań wojennych został ponownie ranny i odznaczony Krzyżem Walecznych. Po zakończeniu wojny pozostał w wojsku, trafiając po ukończeniu odpowiednich kursów do 45 pułku piechoty w Równem. 
W latach 30. znajdował się w składzie Komisji Regulaminowej w Departamencie Piechoty Ministerstwa Spraw Wojskowych. Zajmował się redakcją instrukcji wojskowych, m.in. instrukcje strzelectwa wyborowego, instrukcję strzelecką z karabinu, instrukcje oraz opisy moździerza i armatki piechoty. W owym czasie awansowany do stopnia majora. 
Uczestniczył w kampanii wrześniowej, walcząc w Dubnem. W październiku 1939 przedostał się do Francji, gdzie kontynuował służbę, teraz jako dowódca batalionu w 2 Dywizji Piechoty. Następnie dowodził 5 pułkiem piechoty. Po upadku Francji przedostał się do Szwajcarii, gdzie wraz z innymi oficerami przebywał w obozie dla internowanych. Latem 1944 ponownie przedostał się do Francji, a stamtąd do Szkocji, gdzie został dowódcą batalionu ciężkich karabinów maszynowych w Dywizji Grenadierów.
Po wojnie pozostał w Szkocji, gdzie zaangażował się w działalność kombatancką i polonijną. W 1954 przeprowadził się do Londynu. Tam napisał i wydał kilka książek historycznych i wspomnieniowych, m.in. Dzieje Internowania 2 Dywizji Strzelców Pieszych w Szwajcarii, Od pastuszka do pułkownika, Wspomnienia żołnierskie na wesoło. W 1980 powrócił do Polski i zamieszkał w Pietrzykowicach.

## Ordery i odznaczenia
- Krzyż Srebrny Orderu Virtuti Militari[2]
- Krzyż Oficerski Orderu Odrodzenia Polski[2]
- Krzyż Walecznych[2]
- Złoty Krzyż Zasługi (10 listopada 1938)[4][2]
- Croix de Guerre[2]